# Zona intertropical

Mapamundi con la zona intertropical en rojo.

La zona intertropical es la franja que se ubica entre los trópicos de Cáncer y de Capricornio. Está determinada por la traslación terrestre y la inclinación del eje terrestre con respecto al plano de la eclíptica. Es la zona geoastronómica más extensa del planeta.
Podría definirse como la franja latitudinal de nuestro planeta en la cual los rayos solares inciden verticalmente (sol cenital) por lo menos una vez en el año (una vez en los trópicos y dos veces en el resto). La zona intertropical contiene el 40 % de la superficie terrestre y el 37 % de las tierras emergidas (continentes e islas).
Debido al cambio climático, los trópicos son cada vez más cálidos y sufren con mayor frecuencia fenómenos meteorológicos extremos, como olas de calor y tormentas más intensas.

## Las zonas geoastronómicas
Las zonas geoastronómicas están determinadas por los cuatro paralelos notables: los dos trópicos (de Cáncer y de Capricornio) y los dos círculos polares (Ártico y Antártico), los cuales determinan la existencia de cinco zonas de características distintas de acuerdo con los climas determinados por los movimientos de la Tierra y la inclinación del eje terrestre a lo largo del año.
La zona intertropical presenta unas características climáticas especiales que la diferencian de las otras cuatro zonas geoastronómicas: las dos zonas templadas y las dos zonas polares.

## Denominaciones
A través del tiempo, la zona intertropical ha recibido varias denominaciones tales como Zona Tórrida, Zona Tropical, Zona cálida o simplemente Trópicos, pero no son precisas desde el punto de vista geográfico. La zona ecuatorial no es un sinónimo ya que no incluye en ella a toda la zona intertropical, sino a una parte de la misma (unos 5º de latitud a ambos lados del ecuador).[cita requerida]
Alexander Humboldt llamó a la zona intertropical americana las regiones equinocciales del Nuevo Mundo, por estar situadas en las áreas donde, por estar en las bajas latitudes el día y la noche duran casi lo mismo (alrededor de las 12 horas, de equi, prefijo griego que significa igual y noccio noche).

### Zona tórrida y zona cálida
Estas denominaciones resultan inadecuadas al referirse a la zona intertropical por dos razones: en primer lugar, las temperaturas máximas de nuestro planeta no se dan en la zona intertropical, sino en las franjas subtropicales, tanto al norte del trópico de Cáncer, como al sur del trópico de Capricornio. Ello se debe a la mayor duración de la insolación durante el solsticio de verano en las zonas templadas, por lo que el calor acumulado puede ser mayor que dentro de la zona intertropical, en la cual los días y las noches duran aproximadamente lo mismo a lo largo de todo el año. Y en segundo lugar, la zona intertropical contiene las mayores cantidades de vegetación y de agua atmosférica (tanto en estado líquido como gaseoso), lo cual sirve de factor regulador de las temperaturas.

### Zona tropical y trópicos
Estas denominaciones no son precisas ya que podría relacionárseles con la ubicación de los trópicos (tanto al norte como al sur de los mismos), que son de clima seco, lo cual no es el más característico de la zona intertropical; o relacionarse con el clima tropical, que en realidad es otro concepto.

## Características climáticas

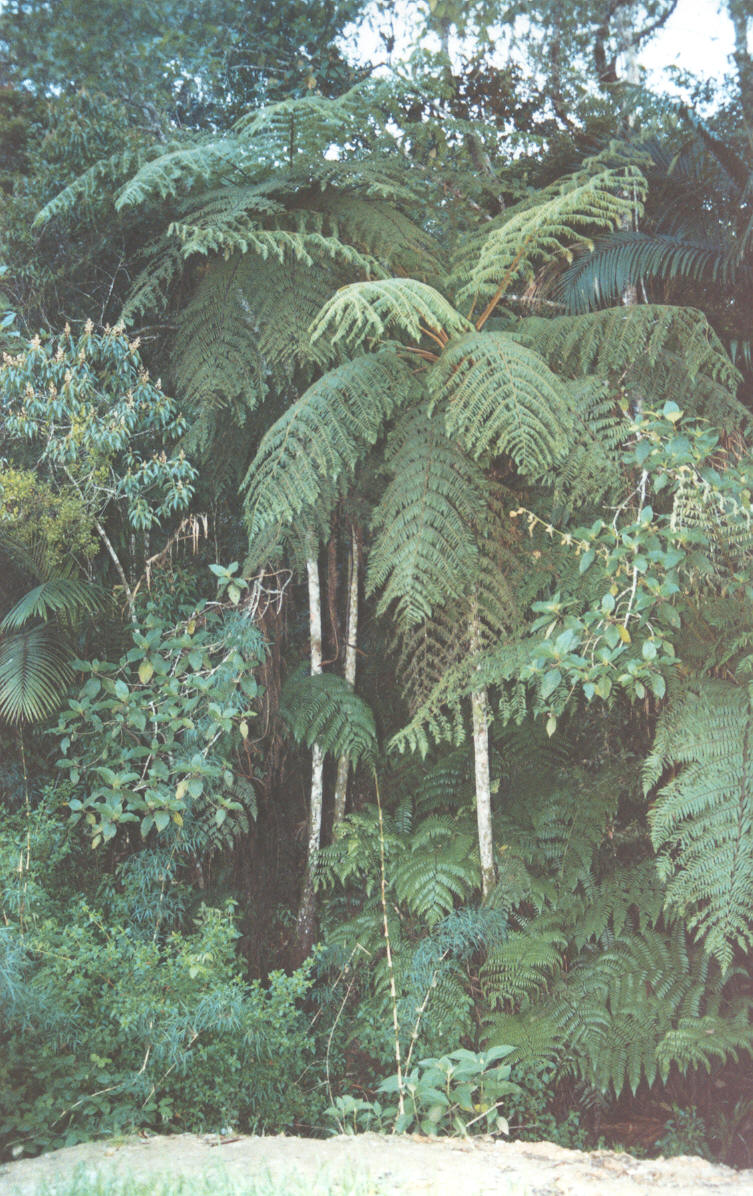
Helechos arborescentes de unos 10 m de altura, a unos 2000 m s. n. m., junto a la carretera cerca de la Colonia Tovar, estado Aragua, Venezuela.

Debido a su escasa densidad de población (con excepciones, como sucede con la isla densamente poblada de Java), la zona intertropical presenta pocas estaciones meteorológicas y la mayoría de ellas están ubicadas en las zonas urbanas, por lo que no se tienen los datos meteorológicos necesarios para poder conocer en detalle los tipos climáticos presentes en la zona intertropical [cita requerida]. Sin embargo, debido a la extraordinaria estabilidad de los climas, los datos climáticos de que disponemos sirven casi siempre para obtener una idea bastante clara y precisa del clima particular de una zona determinada. Presenta climas isotermos.

### Meteorología intertropical
Los climas de la zona intertropical son isotermos, es decir, que presentan escasas variaciones de temperaturas a lo largo del año (de 2 a 5 °C). Sin embargo, las amplitudes térmicas diarias son mucho mayores que las amplitudes anuales de las medias mensuales y pueden llegar hasta los 10 a 15 °C. Esta amplitud diaria se debe a la duración similar del día y de la noche: Humboldt se refería a la zona intertropical americana como las regiones equinocciales del Nuevo Continente, lo cual significa que en estas regiones la duración del día y de la noche es muy similar a lo largo del año. Como resulta lógico, si durante las 12 horas de sol (aproximadamente) las temperaturas pueden llegar a subir bastante, lo largo de la noche intertropical da origen a un notable descenso de las temperaturas por irradiación. Dentro de la zona intertropical, es la lluvia y no la temperatura, el elemento climático que presenta mayor variabilidad anual. De hecho, como los climas isotermos no presentan verdaderas estaciones térmicas a lo largo del año, es la diferente pluviosidad tanto en el espacio como en el tiempo, la que da origen a distintos tipos climáticos intertropicales. La estacionalidad pluviométrica, es decir, la distinción de los meses en secos y húmedos de acuerdo con el índice xerotérmico de Gaussen, permite diferenciar los distintos tipos climáticos en las tierras bajas (hasta casi los 1000 m s. n. m.), según la clasificación climática de Köppen. En síntesis, la característica climática más importante de la zona intertropical es su extraordinaria estabilidad a lo largo del tiempo, como lo demuestra la presencia en la actualidad de helechos arborescentes, plantas muy primitivas que no han sufrido cambios evolutivos importantes desde la Era Primaria, tal como puede verse en la imagen.

## Tipos climáticos en la zona intertropical

### Clasificación climática de Köppen
Según la clasificación climática de Köppen, la zona intertropical es la franja en la que se presentan los climas cálidos identificados con la letra A (Temperaturas medias mensuales siempre superiores a los 18 °C), en sus tres variantes (Af, Aw y Am). Son climas cuya temperatura media anual es superior a los 18 °C y que pueden tener una estación de sequía (Aw, es decir, clima con una estación de sequía que corresponde al período de sol bajo, o clima de sabana) y Am, tipo climático que corresponde a una transición entre el clima Aw y Af: a pesar de tener una estación lluviosa y otra de sequía, esta última es tan corta que permite la existencia de una vegetación también de selva como en el clima Af (clima cálido y lluvioso durante todo el año con vegetación de selva). En las zonas próximas a los trópicos (en especial en las costas occidentales de los continentes) se presentan algunas regiones de climas áridos (Climas BS y BW, es decir, semidesértico y desértico respectivamente), como consecuencia de que los vientos vienen de los continentes (África, el norte de América del Sur y Central) y por ello traen poca humedad: en el caso de las costas peruanas, por ejemplo, la aridez es muy intensa porque toda la humedad que traen los vientos la descargan en las vertientes orientadas hacia el este; y sucede el mismo fenómeno en el noroeste de México (Desiertos de Sonora y Baja California, por ejemplo), en las costas occidentales de Australia y de Namibia, también en la zona intertropical, pero del hemisferio sur.

### Clasificación climática según los pisos térmicos
El concepto de pisos térmicos ha sido estudiado ampliamente por Alejandro de Humboldt, Antonio Goldbrunner, Henri Pittier y en Venezuela, por Eduardo Röhl, Santos Rodulfo Cortés y muchos otros autores.

#### Piso macrotérmico o tierra caliente

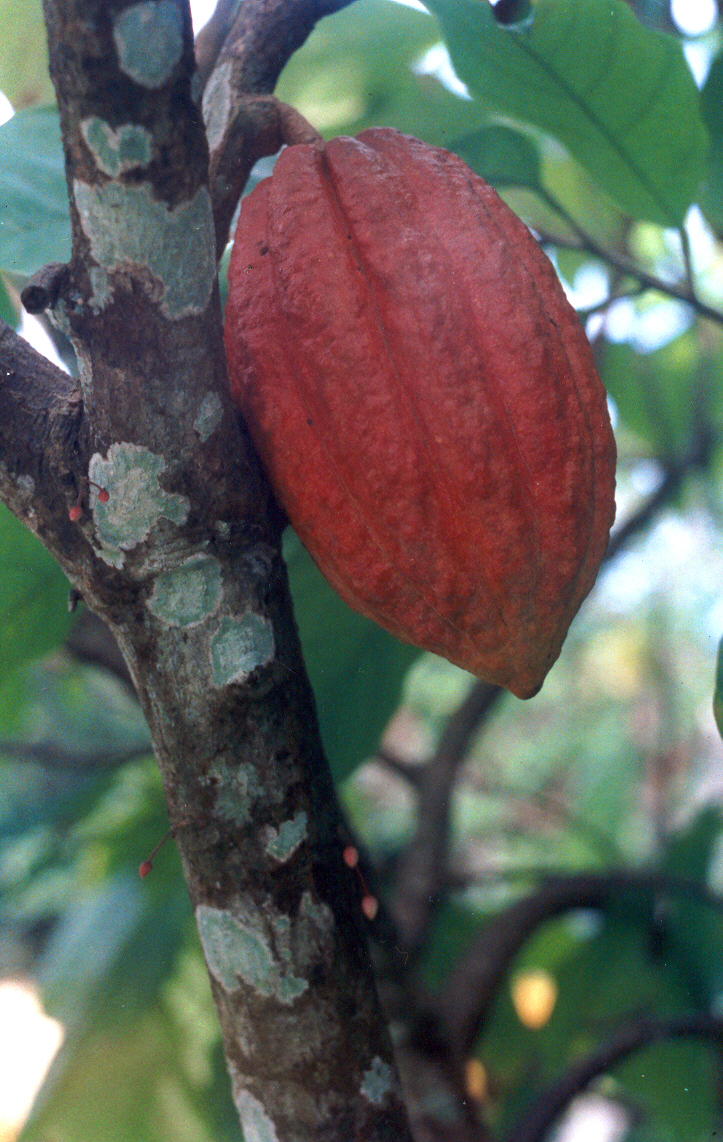
Nuez o mazorca de cacao, de unos 18 cm de longitud, en la zona de Barlovento, Estado Miranda, Venezuela.

En realidad, la tierra caliente, ubicada entre el nivel del mar (27 °C de temperatura promedio anual) y los 600-800 m s. n. m. (algunos autores señalan hasta los 1000 m de altitud) con una temperatura promedio de 22-24 °C en dicho nivel superior de los 1000 m s. n. m., no se suele incluir como uno de los pisos térmicos, ya que su clima podría quedar mejor definido por la propia clasificación climática de Köppen (climas cálidos en sus distintas variantes: Af, Am y Aw). En la tierra caliente la planta autóctona representativa de la zona intertropical americana es el cacao, que crece como una planta de sotobosque en un clima cálido y húmedo durante todo el año. También la yuca que, a diferencia de la papa, no es una planta de sotobosque y no presenta tubérculos, sino que se aprovechan sus raíces para su uso directo como alimento o para la producción de casabe, el cual viene a ser una forma autóctona americana del pan que siempre ha venido consumiendo la población indígena. En las llanuras de la zona intertropical la vegetación es muy variada, sobre todo en las selvas lluviosas (selva pluvial macrotérmica o selva ecuatorial, selva de galería, etc.) y en menor grado, en las zonas de sabana y bosques tropófilos.
El relieve y, por consiguiente, la altitud relativa de un lugar en la zona intertropical, da origen a una disminución considerable de la temperatura, aproximadamente, 1 °C por cada 180 m de altura (a esto se denomina gradiente térmico). Esta disminución de la temperatura con la altitud da origen a la delimitación de lo que se conoce como pisos térmicos, pisos climáticos, pisos bióticos o pisos ecológicos. En estos 4 a 5 pisos (según diversos autores), las temperaturas medias, las precipitaciones y la insolación pueden variar lo suficiente como para hablar de climas distintos según la altitud. Así pues, como en la zona intertropical las temperaturas medias varían poco a lo largo del año, la altitud se convierte en el factor climático de mayor importancia. El concepto de pisos climáticos viene así a definir con mayor precisión los climas de montaña en la zona intertropical. En el caso de Venezuela, donde el concepto de pisos climáticos ha sido muy bien estudiado se suele considerar la existencia de 5 pisos, comenzando con el nivel inferior que corresponde a lo que tradicionalmente se conoce como "tierra caliente" y siguiendo con los pisos subtropical, templado, frío, páramo y helado. En realidad, la tierra caliente, ubicada entre el nivel del mar (27 °C de temperatura promedio anual) y los 600 metros sobre el nivel del mar con una temperatura promedio de 22-24 °C en este nivel superior, no se incluye como uno de los pisos térmicos, ya que su clima podría quedar mejor definido por la propia clasificación climática de Köppen.

#### Piso subtropical o intermedio
De nuevo nos encontramos con una denominación poco apropiada, pero no existe otra que se haya empleado para designar a un piso transicional o intermedio entre los niveles de la tierra caliente y la templada se encontraría entre los 800 y los 1500 m s. n. m. promedio. Corresponde a lo que en Venezuela se conoce como piso del café ya que en él se localizan las principales plantaciones de este cultivo. Las temperaturas promedio se ubican entre los 22 °C a los 900 m s. n. m. y los 18 °C a los 1500 m s. n. m., aproximadamente.

#### Piso templado
Se localiza entre los 1500 y los 2200 m s. n. m. Es el nivel de las flores y de las hortalizas en la zona intertropical.

#### Piso frío

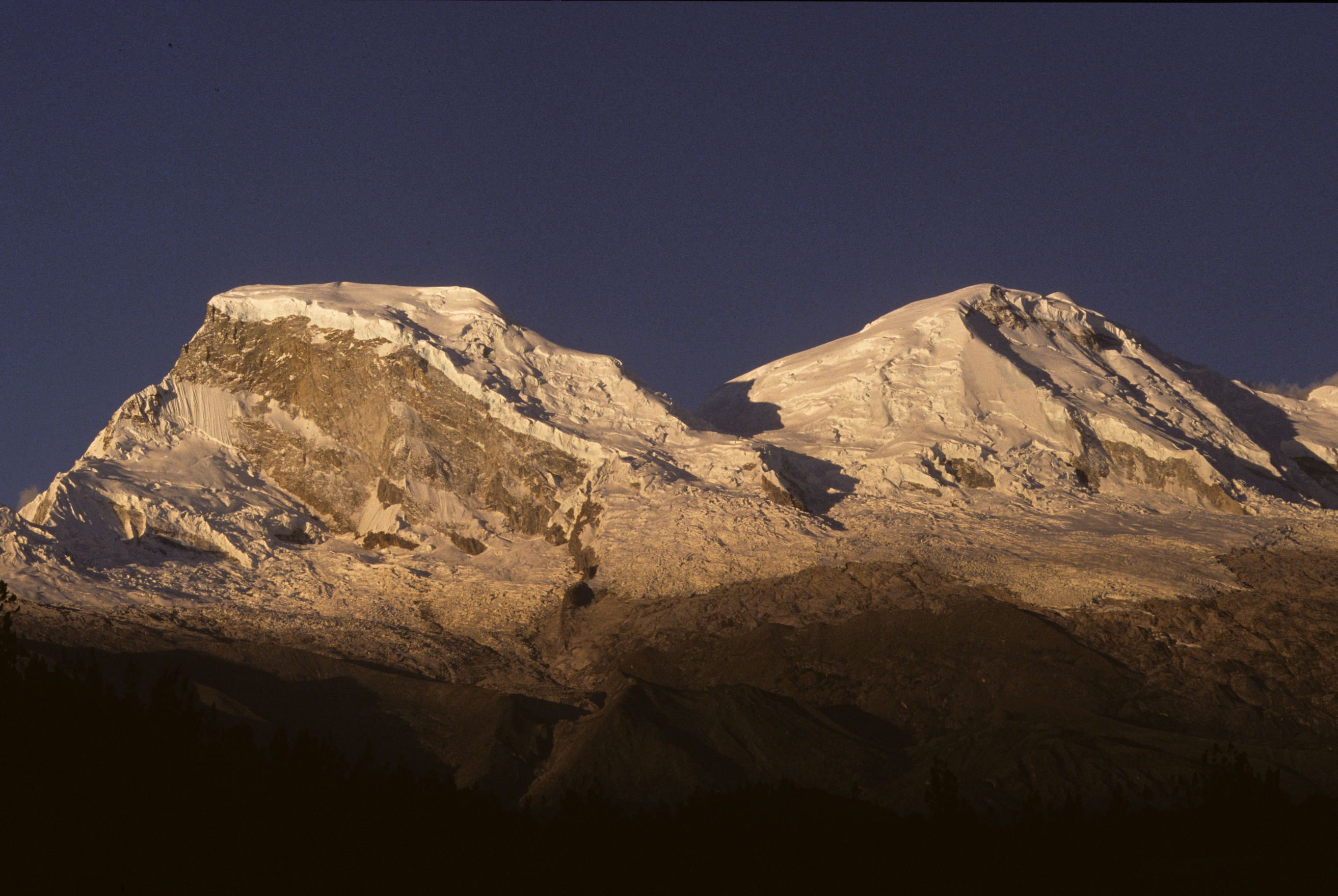
El Nevado Huascarán con 6768 m s. n. m., ubicado en Perú, es el punto culminante de la zona intertropical y la segunda montaña más alejada del centro de la Tierra (después del Volcán Chimborazo, en Ecuador), si contamos la altura de su cima desde el centro del planeta, debido al abultamiento terrestre en la circunferencia ecuatorial

Se ubica entre los 2200 y los 3000 m s. n. m. Es el nivel ecológico de la papa o patata, en la zona intertropical. Un aprovechamiento importante desde el punto de vista económico que podría extenderse más arriba en altura.

### Piso paramero
Va desde los 3000 m s. n. m. hasta los 4500-4700 m s. n. m. Es el de la ganadería vacuna, teniendo en cuenta que el ganado debería disponer en este piso ecológico algún suplemento alimenticio a base de calcio y sal para la producción de leche.

#### Piso gélido
El piso gélido o helado es el que se encuentra por encima de los 4700 m s. n. m., es decir, el nivel que corresponde con las nieves perpetuas, aunque no es una altitud uniforme, ya que también depende de la orientación del relieve con respecto a la insolación (las vertientes de solana presentan un límite superior a los 4700 m s. n. m. y en las de umbría se encuentra por debajo de esta cifra).

## Cuestiones ambientales
El clima está cambiando en los trópicos, al igual que en el resto del mundo.Debido al cambio climático, los trópicos son cada vez más cálidos y sufren con mayor frecuencia fenómenos meteorológicos extremos, como olas de calor y tormentas más intensas. Sin embargo, los efectos del aumento constante de las concentraciones de gases de efecto invernadero sobre el clima pueden ser menos evidentes para los residentes tropicales, ya que se superponen a una variabilidad natural considerable. Gran parte de esta variabilidad se debe a El Niño-Oscilación del Sur (ENOS). Desde mediados de la década de 1970, los trópicos se han calentado a un ritmo medio de 0,26 °C por década. Los modelos climáticos predicen un calentamiento adicional de 1-2 °C para 2050 y de 1-4 °C para 2100.El cambio climático puede hacer inhabitables algunas zonas de los trópicos.
La deforestación en los trópicos también tiene graves efectos locales sobre el clima, lo que se traduce en un aumento de las temperaturas medias y extremas locales. Los efectos del calentamiento local por la deforestación en los trópicos son comparables a los del calentamiento provocado por los gases de efecto invernadero, lo que crea un doble efecto sobre las temperaturas que amenaza la salud pública y las economías.

## Vegetación

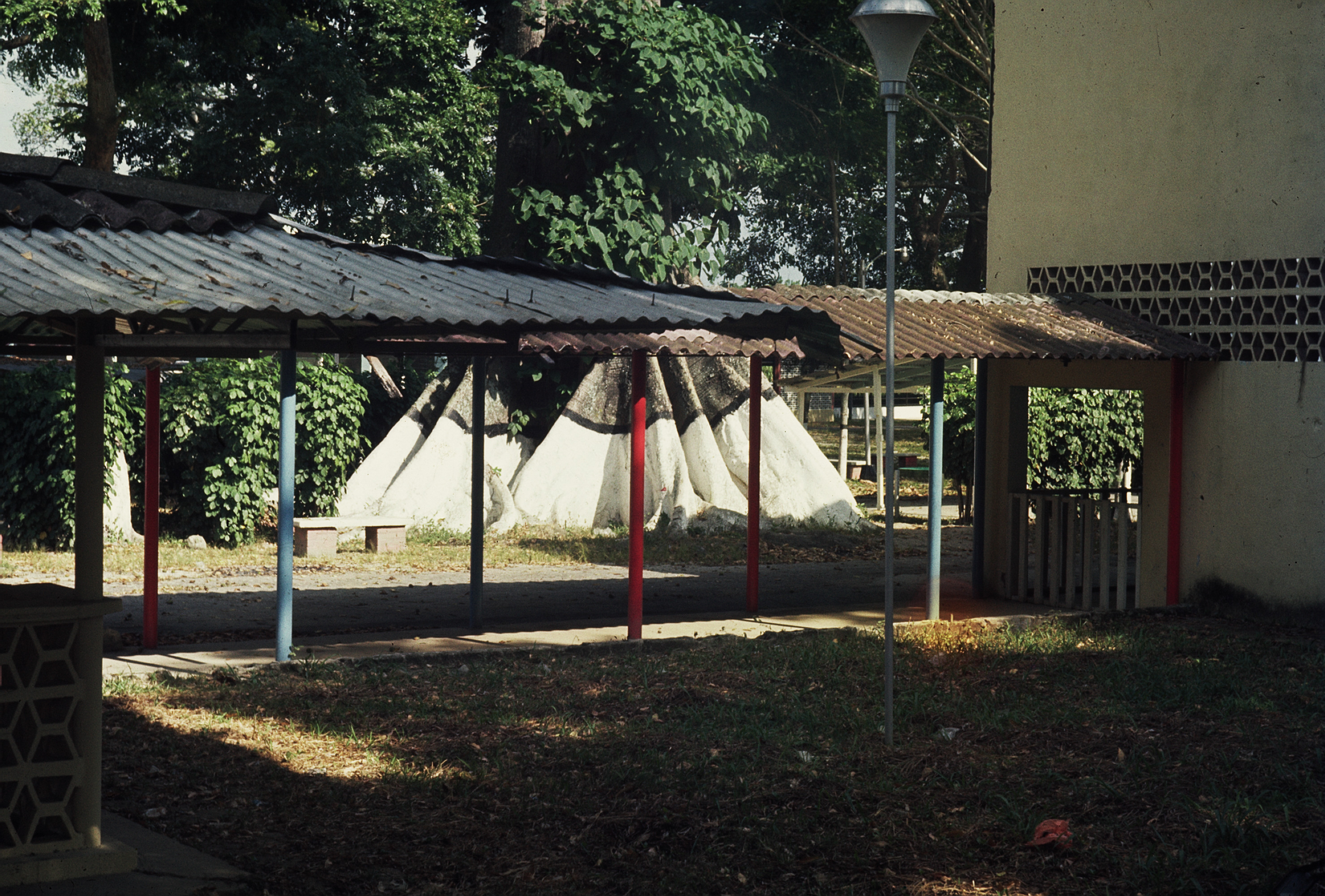
Los árboles más corpulentos de la zona intertropical suelen tener gruesos contrafuertes para sostener su enorme masa. Ello se debe a que los suelos en la zona intertropical son muy someros, no debido a su pobreza en nutrientes, sino a las intensas lluvias, que van disolviendo y "lavando" las materias vegetales en descomposición, lo que genera este tipo de adaptación de las raíces para aumentar la resistencia del tronco, reforzando así su debilidad por la escasa profundidad del suelo.

La Zona intertropical es la que tiene mayor diversidad ecológica en lo que a especies vegetales se refiere, especialmente, en la franja ecuatorial. Su clima permite, como se ha indicado en la Selva a la Zona Tórrida de Andrés Bello, la adaptación de la mayoría de los cultivos y plantas útiles de otras zonas, además de la propia zona intertropical.

### Las selvas
Las selvas ecuatoriales están caracterizadas por la existencia de varios niveles de árboles de muy variadas especies, que significan el resultado de una lucha continuada de supervivencia por conseguir una dotación suficiente de rayos solares.
Esta lucha por la luz solar está ejemplificada por la presencia de matapalos, árboles que tienen originalmente un tallo rastrero que usan para apoyarse en torno a un árbol de gran tamaño con el fin de alcanzar la luz solar. Cuando llegan a superar el techo vegetal y se incrementa la función de la fotosíntesis comienzan a crecer estrangulando al árbol sobre el que se habían apoyado (además de que le tapan la luz solar). Los matapalos más frecuentes pertenecen al género ficus, como es el caso del Ficus elástica, higuerote o, simplemente, mata de caucho (distinta del caucho hevea, de donde se obtiene el caucho natural). La nota peculiar de estas selvas es la extraordinaria variedad de la vegetación: muchísimas especies vegetales por hectárea, pero pocos ejemplares de cada una en esa superficie. Y es esa extraordinaria diversidad lo que la hace el tipo de vegetación más útil que existe, especialmente por sus posibilidades y por la producción de oxígeno, aunque resulta una limitación en lo que se refiere a su explotación comercial, podríamos decir que afortunadamente, ya que si la explotación de la selva tal como está fuera rentable (por ejemplo, para la obtención de madera), hace tiempo que hubiera desaparecido, al menos en grandes áreas.
Las selvas de la zona intertropical constituyen el mayor pulmón vegetal del planeta ya que todos los vegetales necesitan absorber una enorme cantidad de agua y CO2 para producir, a través de la fotosíntesis, los hidratos de carbono (o carbohidratos) que necesitan para su crecimiento, pero dejan también una enorme cantidad de oxígeno libre que usan los animales de todo el mundo para su respiración. A muy largo plazo, el balance entre producción y consumo tanto de oxígeno como de CO2 tiende a mantenerse equilibrado. Pero durante millones de años (desde la Era Primaria, cuando aparecieron las primeras especies vegetales en nuestro planeta) se ha ido acumulando una enorme cantidad de biomasa sobre la superficie terrestre (y también en el subsuelo en forma de hidrocarburos), en la que suele existir una estrecha correspondencia entre producción y consumo que fluctúa a través del tiempo en una búsqueda eterna del equilibrio. Ello significa que, en su conjunto, el balance entre producción y consumo, tanto de oxígeno como de anhídrido carbónico, sigue un eterno proceso de retroacción o feedback que es el responsable de alcanzar en un momento dado, una situación de clímax, concepto que necesitará, con el tiempo, ser revisado. No debemos olvidar que, en la naturaleza, el número de productores (vegetales) es mucho mayor que el de consumidores (animales).
Desde luego, ello no significa que se pueda seguir expoliando el medio geográfico (suelos, vegetación, fauna, producción de contaminantes) sin restricciones hasta llegar a situaciones irreversibles. Por otra parte, hay que tener en cuenta que los problemas ecológicos varían mucho a escala local o regional: lo que puede ser una situación de equilibrio a escala global no significa que no existan problemas en las otras escalas. Lo que hay que tener en cuenta es que la capacidad de regeneración y de restauración del equilibrio perdido en la vegetación de la zona intertropical, por una parte, es mucho mayor de lo que la gente (incluyendo los científicos) supone y, por otra parte que, en forma paralela a los procesos de desertificación por el mal manejo del medio ambiente y por el agotamiento de muchos recursos naturales, existe un avance continuado en el aprovechamiento y rescate para la reforestación y para el cultivo de zonas antes incultas e improductivas que ha dado origen a una superproducción en muchos órdenes en lo que se refiere a los alimentos, en especial, en la zona intertropical (azúcar, café, frutas, etc.).
Por otra parte, el uso de la enorme cantidad de especies vegetales para la obtención de productos medicinales tiene una enorme potencialidad, que sólo se irá ampliando en la medida que se vaya conociendo mejor. La bebida conocida como Amargo de Angostura, por ejemplo, constituye un ejemplo del desarrollo de un tónico que resultó muy útil desde el siglo XIX ya que, aunque con una composición creada por Johann Gottlieb Benjamin Siegert, y que siempre se guardó en el mayor secreto hasta nuestros días, se sabe que contenía entre sus ingredientes quina (de ahí el sabor amargo) y sarrapia, vegetales cuyos principios medicinales están perfectamente comprobados desde hace más de tres siglos.
La zona intertropical es la que desarrolla en forma natural la vegetación de distintos tipos de selvas (selva ecuatorial o macrotérmica, selva de galería, selva tropófila, etc.) y sus numerosas especies vegetales, entre las que se pueden citar algunas representativas: matapalos, yagrumo, helechos arborescentes, caobos, jabillos, merey, mangle y muchísimas más.

## Importancia ecológica
La zona intertropical es la más rica en recursos renovables de todas las zonas geoastronómicas: la absorción de dióxido de carbono y el suministro de oxígeno a la atmósfera a través de la fotosíntesis hallan en el zona intertropical su expresión más acentuada en lo que se refiere a la producción de biomasa: más de 500 toneladas anuales por hectárea. Su clima permite una adaptación de casi todos los cultivos agrícolas de las demás zonas geoastronómicas. Por otra parte, en la zona intertropical se dan gran cantidad de cultivos que no se dan en otras latitudes en condiciones normales.